# قطعنامه ۱۹۳ شورای امنیت
قطعنامه ۱۹۳ شورای امنیت سازمان ملل متحد که در تاریخ ۰۹ اوت ۱۹۶۴ تصویب شد، سندی بین‌المللی دربارهٔ مسئلهٔ قبرس است. این قطعنامه طی نشست ۱۱۴۳ام با ۹ موافق، ۰ مخالف و ۲ ممتنع تصویب شد.